# T-Bank
T-Bank (ros. Т-Банк) – rosyjski bank komercyjny z siedzibą w Moskwie.

## Historia
Został założony przez Olega Tińkowa w 2006 roku pod nazwą „Tinkoff Credit Systems” (ros. Тинькофф Кредитные Системы) na wzór banków Capital One i Wells Fargo. Na początku swojej działalności bank korzystał z bezpośrednich przesyłek reklamowych, wykorzystując bazy adresów swoich partnerów. Według doniesień prasy tylko w 2008 roku było wysłanych ok. 8 milionów ofert założenia karty kredytowej. Tinkoff Bank zrewolucjonizował internetowy rynek finansowy w Rosji. Od samego początku projektowany był jako on-line bank: nie posiada fizycznych oddziałów, a wszelkie operacje przeprowadzane są zdalnie. Obecnie jest jednym z największych banków kraju w zakresie usług finansowych prowadzonych przez internet oraz oferujących karty kredytowe. Klienci banku mają możliwość założenia rachunku walutowego w 30 walutach, a do konta karty głównej mogą zostać wydane nawet 5 dodatkowych kart płatniczych za darmo. Obok kart kredytowych Tinkoff Bank wydaje kartę debetową o nazwie „Tinkoff Black”, która jest kartą wielowalutową i może być podpięta jednocześnie do więcej niż jednego rachunku bankowego, obsługując płatności w złotych, euro, dolarach, funtach i in. Dzięki usłudze Moneyback posiadacz karty „Tinkoff Black” otrzymuje 1–30% z zakupów w dowolnych sklepach stacjonarnych i internetowych.
Od 2007 roku prezesem zarządu jest Oliver Hughes.

## Wyróżnienia i nagrody
- Najlepszy Bank w Rosji według magazynu The Banker (2017)[13]